# تحرير المقال في آداب وأحكام وفوائد يحتاج إليها مؤدبو الأطفال
تحرير المقال في آداب وأحكام وفوائد يحتاج إليها مؤدبو الأطفال للإمام ابن حجر الهيتمي المكي (ت 974هـ) كتاب في التربية والتعليم، يعد من خيرة الكتب التي تحدثت عن جوانب مختلفة تتعلق بإرشادات وتنبيهات موجهة للمعلمين بشكل خاص، ولطلبة العلم بشكل عام. والكتاب نادر المثال، ألفه الإمام ابن حجر الهيتمي رداً على أسئلة من شيخ قاضٍ شغل منصب القضاء ثم تركه ورعاً، وعُرض عليه أن يعلم أيتاماً في كُتاب موقوف للأيتام.
يقول ابن حجر الهيتمي في مقدمة الكتاب:

## أقسام الكتاب
- المقصد الأول: في الأحاديث الدالة على شرف أهل القرآن
- المقصد الثاني: في بعض الأحاديث الواردة في فضائل معلمي القرآن ومتعلميه
- المقصد الثالث: في الأحاديث الدالة على جواز أخذ الأجرة على تعليم القرآن والرقية به
- المقصد الرابع: في الأحاديث الدالة على امتناع أخذ الأجرة على تعليم القرآن
- المقصد الخامس: في بيان اختلاف العلماء في الأخذ بالأحاديث السابقة
- المقصد السادس: في تحذير المعلم من نظر المرد
- المقصد السابع: في الأسئلة والأجوبة التي هي السبب في هذا التأليف